# Луковська сільська рада
Лу́ковська сільська рада (рос. Луковский сельский совет) — сільське поселення у складі Панкрушихинського району Алтайського краю Росії.
Адміністративний центр — село Луковка.

## Населення
Населення — 905 осіб (2019; 1025 в 2010, 1211 у 2002).

## Склад
До складу сільської ради входять:
| Населений пункт     | Населення, осіб (2002) | Населення, осіб (2010) |
| ------------------- | ---------------------- | ---------------------- |
| Ленський, селище    | 302                    | 225                    |
| Луковка, село       | 800                    | 720                    |
| Петровський, селище | 109                    | 80                     |